# Colpochila fulva
Colpochila fulva är en skalbaggsart som beskrevs av Britton 1986. Colpochila fulva ingår i släktet Colpochila och familjen Melolonthidae. Inga underarter finns listade i Catalogue of Life.